# Corconti

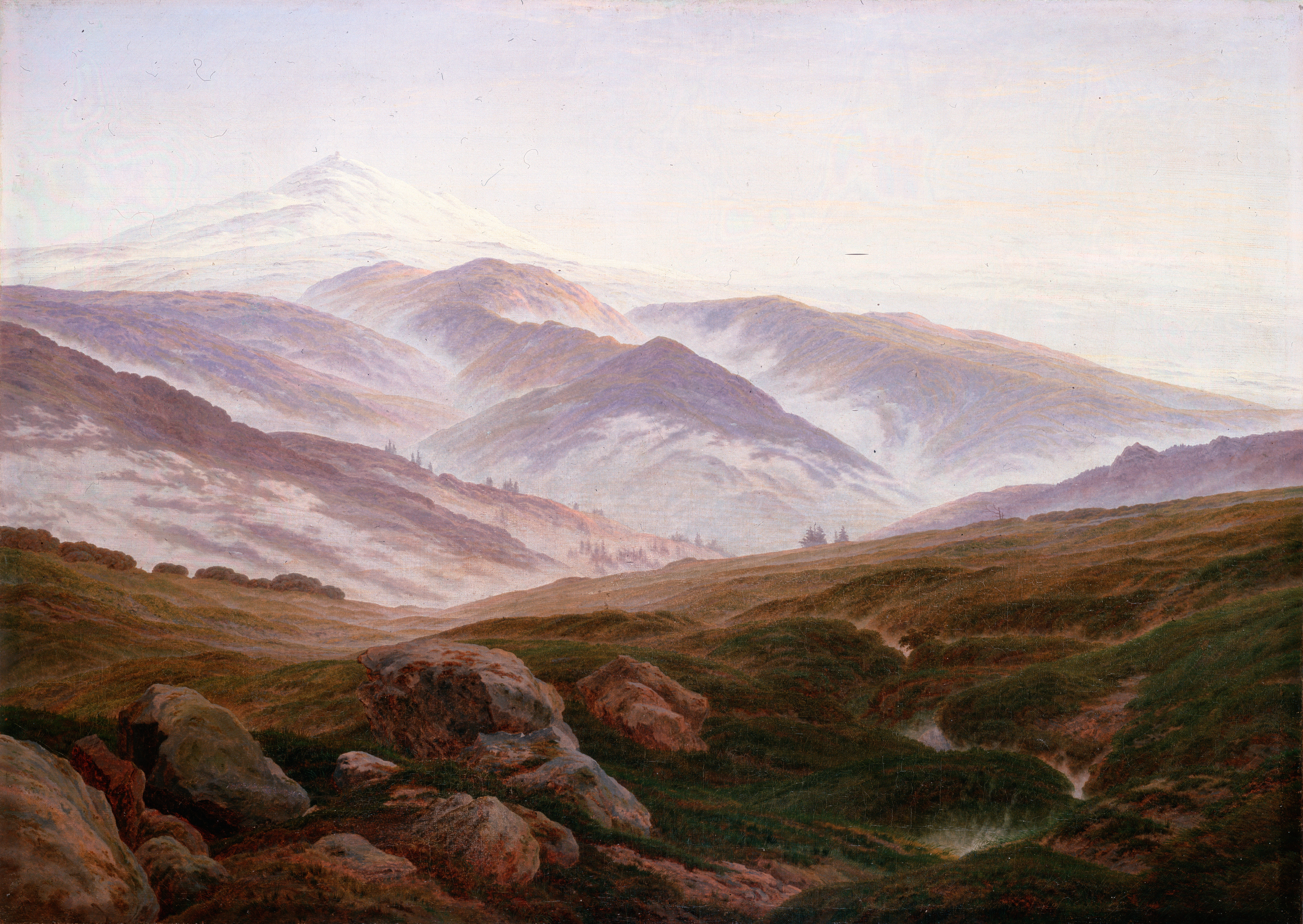
Ricordi del Riesengebirge, dipinto di Caspar David Friedrich precedente al 1835

I Corconti (in greco Κορκόντοι, Korkontoi) furono una tribù germanica citata nella Geografia di Tolomeo (II secolo). Erano attestati presso la sorgente della Vistola, nelle vicinanze dei Monti Asciburgi sul versante dei Monti dei Giganti (Sudeti).
Si sa che questo popolo prese il nome dalle terre che occuparono, ma la loro identità non è completamente chiara. Tolomeo li elenca tra i Germani per il fatto che abitavano la Germania Magna. Qualcuno ha ipotizzato che si trattasse di Marcomanni, visto che con questi ultimi condividevano il territorio. Lo stesso si può dire dei Quadi; inoltre Tolomeo elenca anche Quadi e Marcomanni. Sappiamo che questi ultimi arrivarono nella regione nel I secolo d.C., mentre gli abitanti delle montagne derivavano da culture precedenti.